# Bintenne
Bintenne és una població i comarca de Sri Lanka, a la província de Uva.
És notable perquè a la població i rodalia es concentra una part dels veddehs del país. Els veddehs de Bintenne s'estenen pel sud-est de l'illa des de Batticaloa i Trincomalee i cap a l'oest fins als rius Verugal, Mahaweli i Gal Oya.